# Лазурное окно
«Лазурное окно» (мальт. it-Tieqa Żerqa) — 28-метровая известняковая скала в форме арки, стоявшая на западе острова Гоцо (Мальта), в Средиземном море, рядом с лагуной Аура и Лазурной бухтой (англ. Dwejra Bay). Была популярным местом для туристов.
С 1998 года достопримечательность претендовала на включение в список объектов всемирного наследия (по критериям VII, VIII, IX и X). Разрушена в 2017 году в результате шторма.

## Геология

Силуэт арки после обрушения.
Фотография 2017 года.

Арка формировалась абразией и дождевой эрозией в течение 500 лет. Состояла из жёлтого известняка, известного как глобигериновый. В связи с эрозией от арки отпадали куски.
В апреле 2012 года произошёл облом большого куска, из-за чего арка стала неустойчивой, форма «окна» изменилась. Во время шторма 8 марта 2017 года в 9:40 по местному времени, после многих лет естественной эрозии, арка и свободно стоящий столб полностью рухнули. О произошедшем в Twitter сообщил премьер-министр Мальты Джозеф Мускат.

## В фильмах
Лазурное окно было снято в фильмах «Битва титанов» (1981) на 104-й минуте и «Граф Монте-Кристо» (2002) на 13-й минуте, а также в начальной сцене фильма «Остров» (2005). Его также можно увидеть в телевизионном сериале «Одиссея» (1997), снятом Андреем Кончаловским, и в американском драматическом телесериале «Игра престолов» в жанре фэнтези. Съёмки последнего привели к полемике в связи с повреждением экосистемы.